# Nikmaraš
Nikmaraš este un sat din municipiul Podgorica, Muntenegru. Conform datelor de la recensământul din 2003, localitatea are 13 locuitori (la recensământul din 1991 erau 26 de locuitori).

## Demografie
În satul Nikmaraš locuiesc 9 persoane adulte, iar vârsta medie a populației este de 32,6 de ani (27,2 la bărbați și 37,2 la femei). În localitate sunt 2 gospodării, iar numărul mediu de membri în gospodărie este de 6,50.
|  |

| Demografie | Demografie | Demografie |
| An         | Locuitori  | Locuitori  |
| ---------- | ---------- | ---------- |
|            |            |            |
|            |            |            |
|            |            |            |
|            |            |            |
| 1948       | 80         |            |
| 1953       | 77         |            |
| 1961       | 73         |            |
| 1971       | 90         |            |
| 1981       | 55         |            |
| 1991       | 26         | 16         |
| 2003       | 13         | 13         |

| \| Componența etnică conform recensământului din 2003[2] \| Componența etnică conform recensământului din 2003[2] \| Componența etnică conform recensământului din 2003[2] \| Componența etnică conform recensământului din 2003[2] \| Componența etnică conform recensământului din 2003[2] \| \| ----------------------------------------------------- \| ----------------------------------------------------- \| ----------------------------------------------------- \| ----------------------------------------------------- \| ----------------------------------------------------- \| \| \| \| \| \| \| \| Albanezi \| Albanezi \| \| 13 \| 100% \| \| necunoscută \| necunoscută \| \| 0 \| 0% \| |             |  |    |      |
| Componența etnică conform recensământului din 2003 |             |  |    |      |
| |             |  |    |      |
| Albanezi | Albanezi    |  | 13 | 100% |
| necunoscută | necunoscută |  | 0  | 0%   |